# تورتل فیلیپ اور
تورتل فیلیپ اور (به ژاپنی: 亀裏返し)-(به انگلیسی: Turtle flip over) یکی از فنون و تکنیک‌های دستهٔ کاتامه-وازا رشتهٔ ورزشی جودو است که در زیردستهٔ Turtle turnovers دسته‌بندی می‌شود. 